# 雨花街道 (南京市)
雨花街道，原名宁南街道，是中华人民共和国江苏省南京市雨花台区下辖的一个街道办事处。面積12.16平方公里。南京南站位于该街道办辖区内。
2012年7月2日，南京市人民政府批复同意撤销雨花新村街道办事处，将雨花南路以北的原雨花新村街道辖区范围（含普德村、共青团路、能仁里、雨花台、凤凰山、云台山、吉山、青龙山8个居委会）划入宁南街道办事处。将调整后的宁南街道办事处更名为雨花街道办事处。

## 行政区划
雨花街道下辖以下村级行政区划单位：
雨花社区、丁墙社区、康盛社区、花神庙社区、翠竹园社区、翠岛花城社区、花神庙村、丁墙村、普德村社区、雨花台社区、能仁里社区、凤凰山社区、吉山社区、云台山社区、青龙山社区和共青团路社区。